# 嘉頓
嘉頓有限公司（英語：The Garden Company Limited，簡稱：嘉頓）是一間香港最大與歷史悠久食品公司，主要生產麵包、餅乾及蛋糕等食品，著名產品有「生命麵包」、「雪芳蛋糕」、「迷你瑞士卷」、「威化餅」、「梳打餅」、「時時食夾心餅」、「朱古力手指」、「家庭雜餅」。

## 歷史

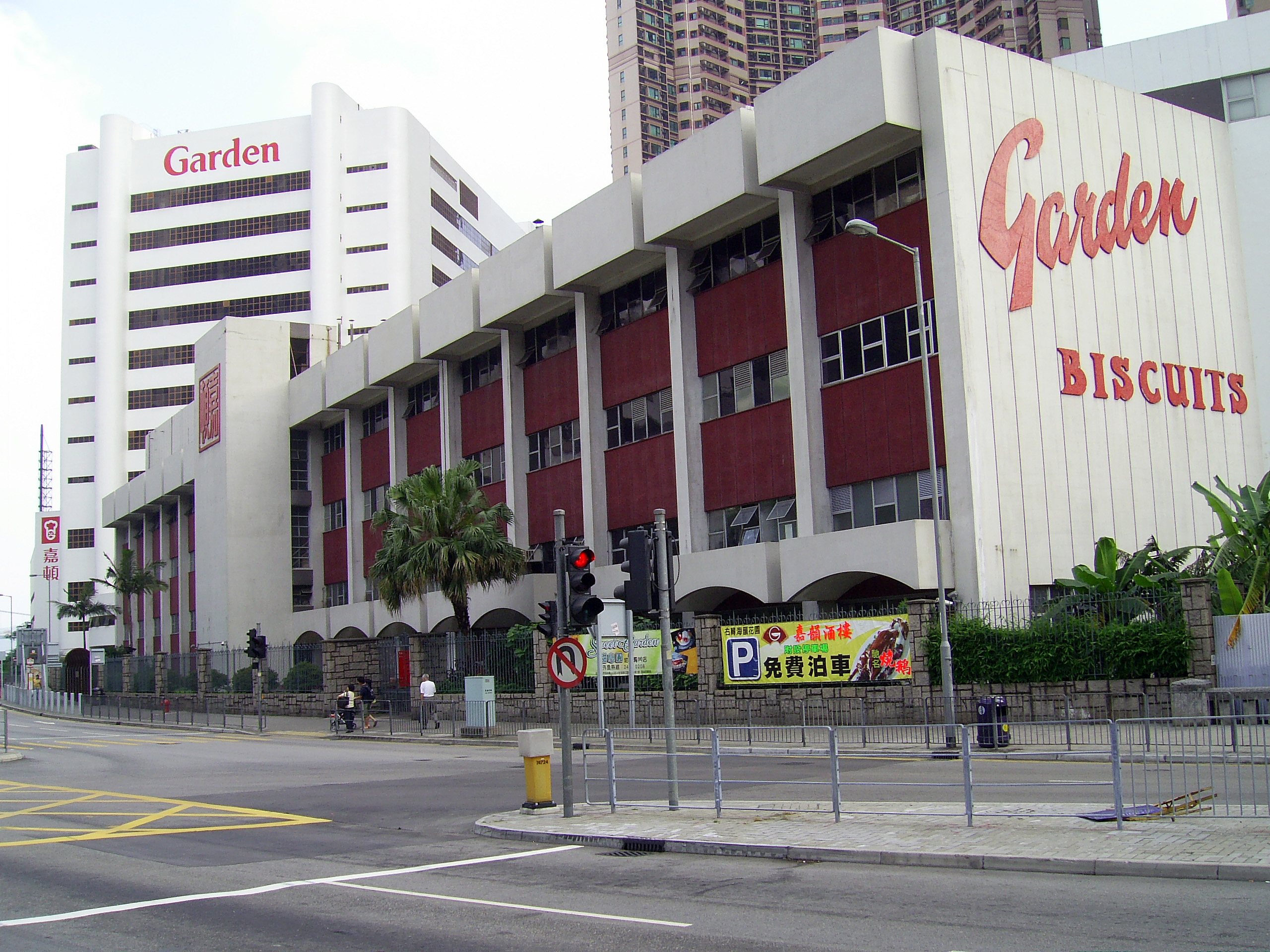
位於深井青山公路的嘉頓深井舊廠房
（低座廠房大樓）

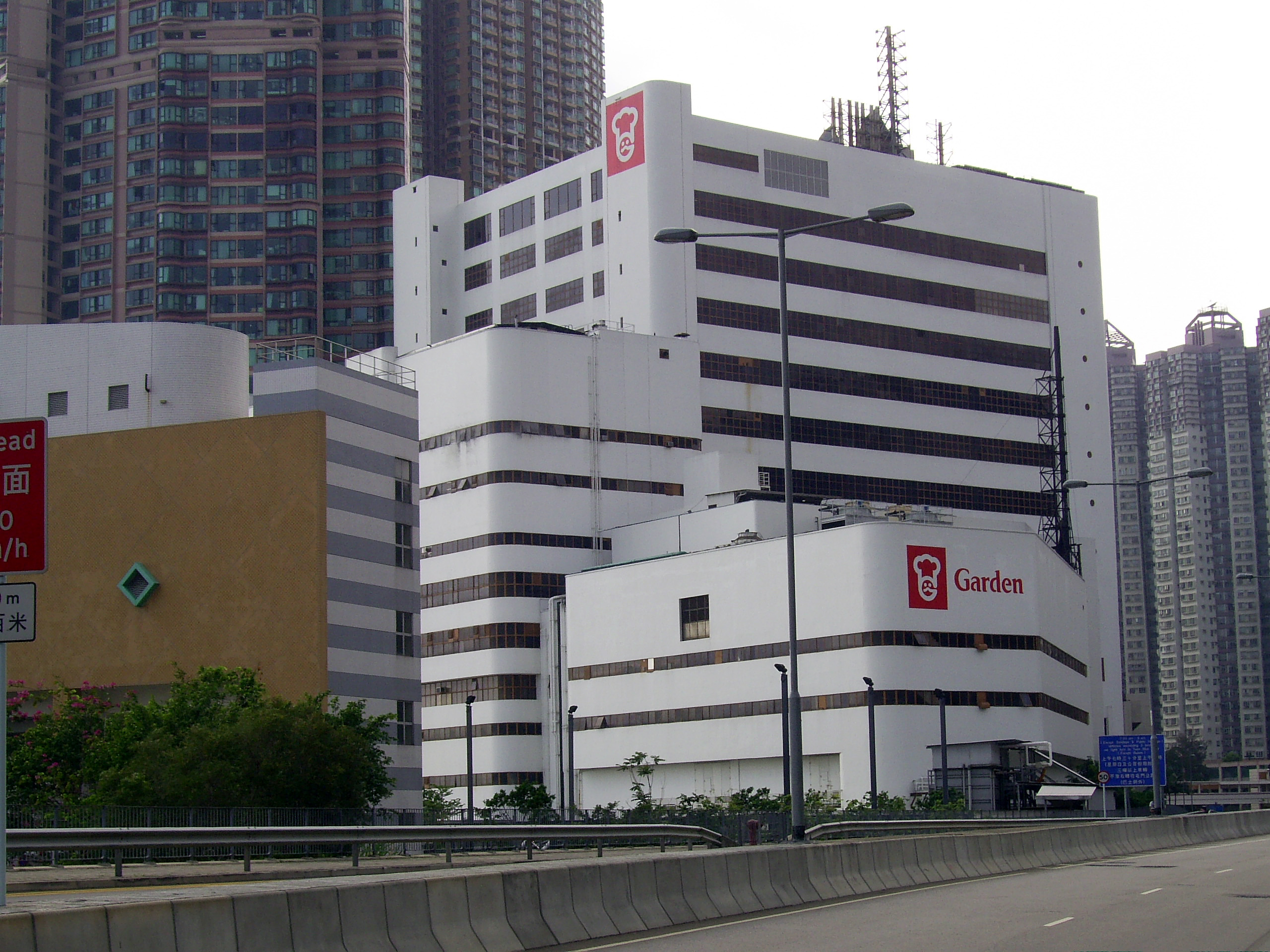
位於深井深慈街的嘉頓深井新廠房
（高座廠房大樓）

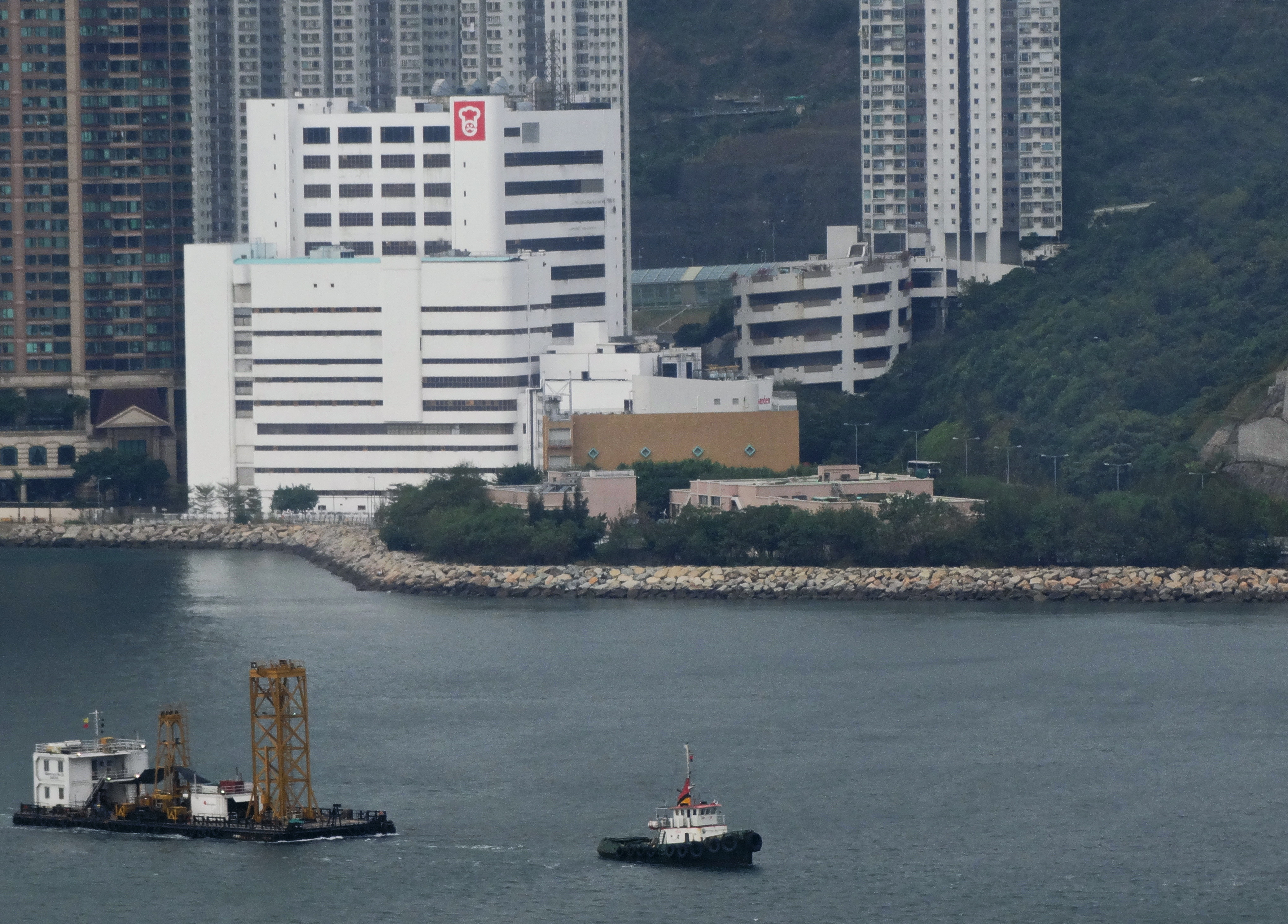
從青馬大橋眺望嘉頓深井廠房

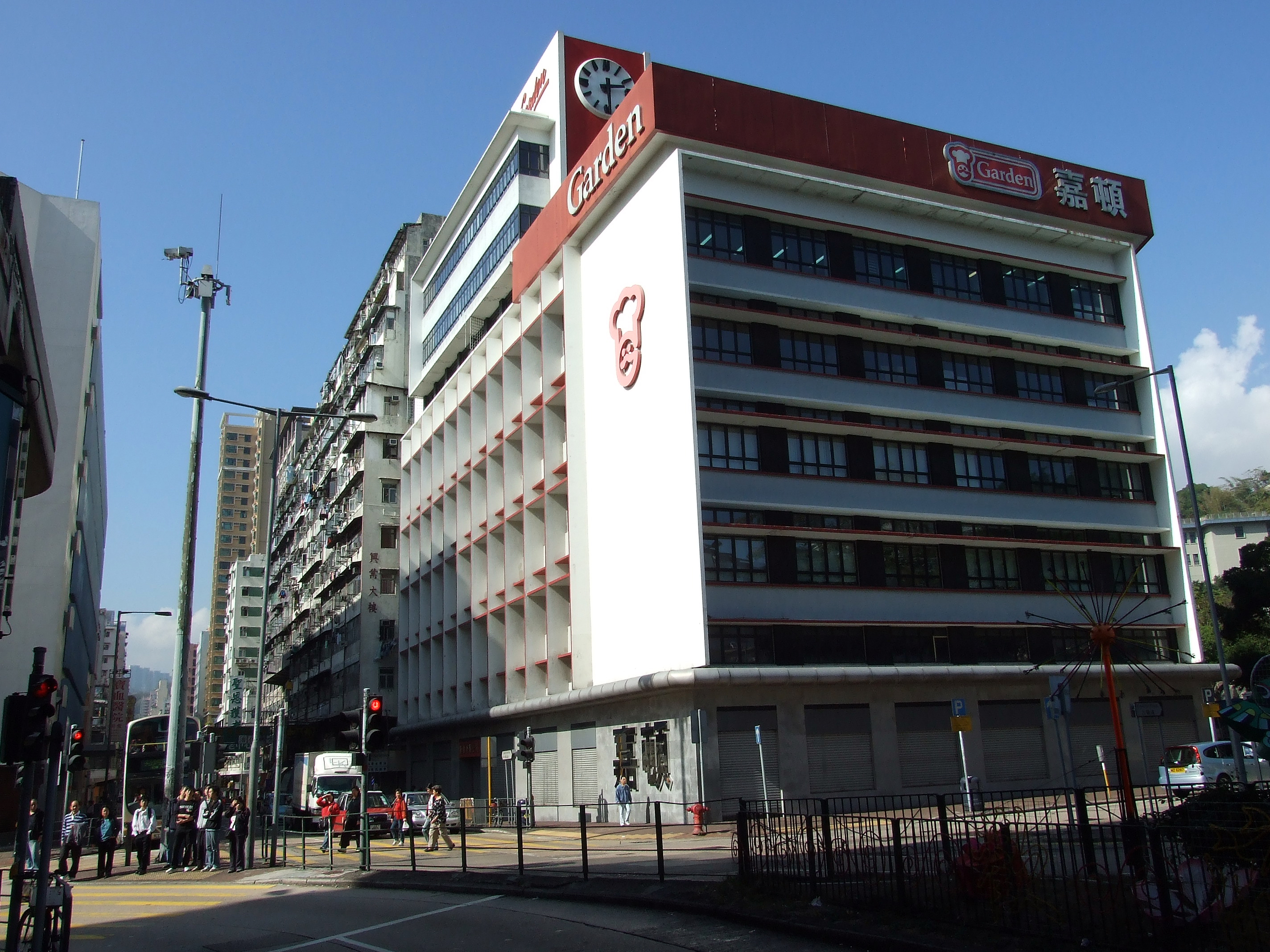
位於深水埗青山道58號的嘉頓中心
（嘉頓總辦事處及烘焙中心）

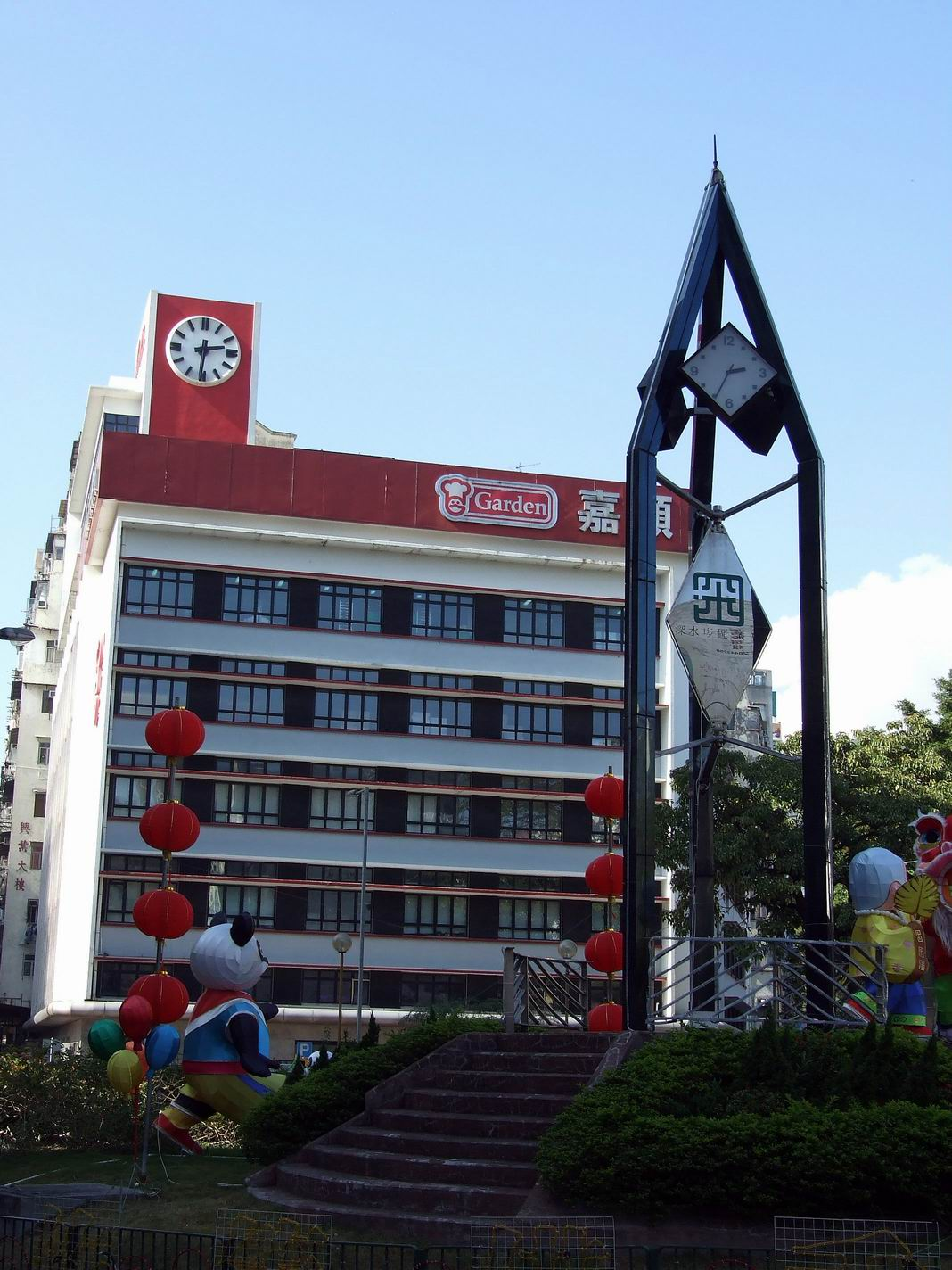
嘉頓中心和嘉頓鐘樓

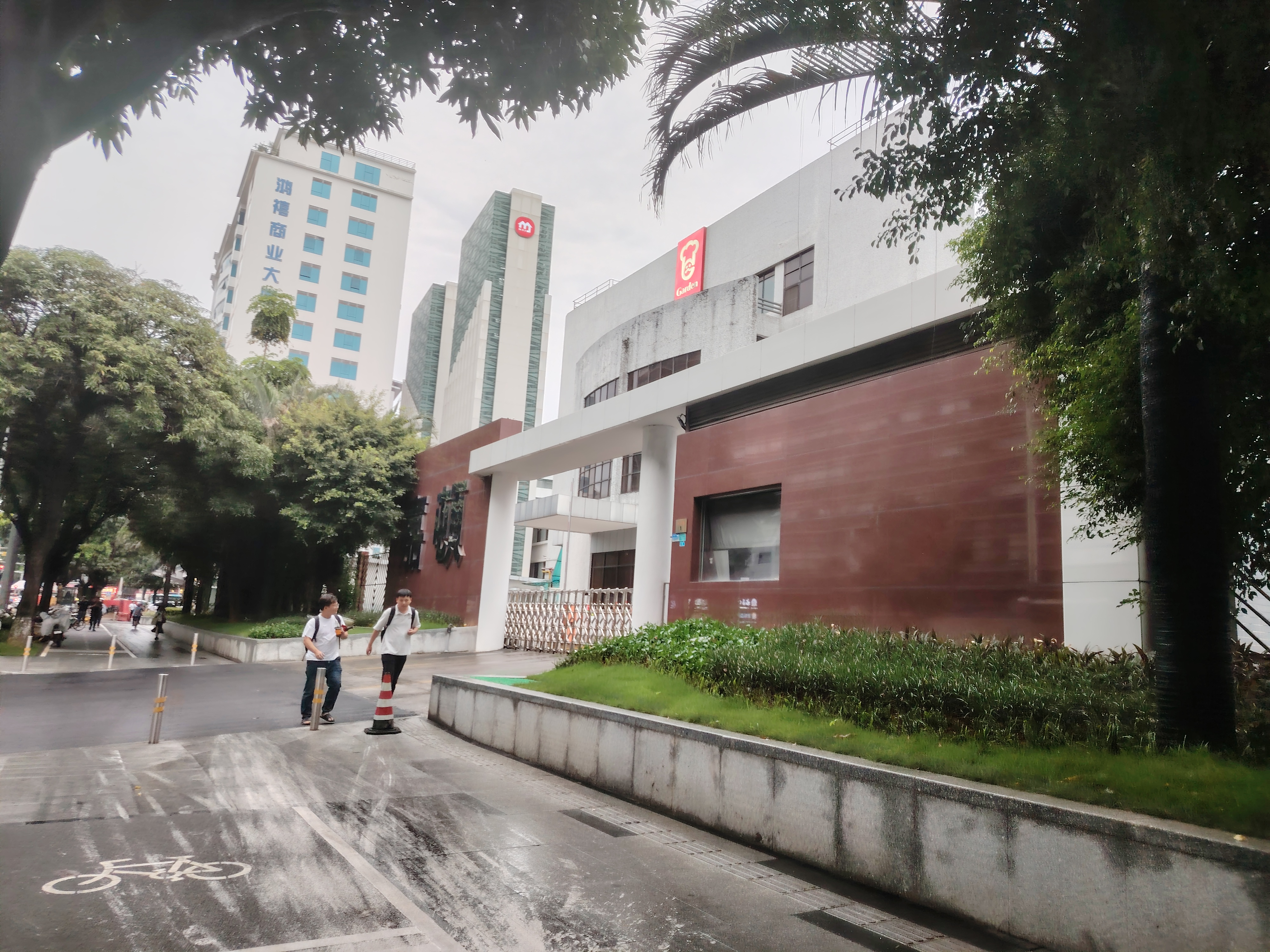
嘉顿东莞工厂，对外名称“华嘉食品有限公司”，是其在香港以外的第一家工厂

- 1926年11月26日，張子芳（1912年出生）及其表兄黃華岳（生年不詳）創辦嘉頓，由於他們開設麵包店的計劃是在香港動植物公園（Hong Kong Botanical Garden）討論，因此以「Garden」及其粵語譯音「嘉頓」命名。開業時，店舖設於九龍荔枝角道[1]。
- 1927年於中環德輔道中設立零售批發部。
- 1931年遷至九龍深水埗鴨寮街。
- 1938年，廠房搬遷到深水埗青山道，面積1,400平方米。
- 1937年，抗日戰爭爆發，嘉頓曾創下連續七天24小時趕工，生產20萬磅勞軍餅乾。
- 1938年亦曾為當時的香港政府生產軍用餅乾及防空洞餅乾，有較長的保存期。在香港日佔時期，廠房被日軍佔用，廠內原料及製成品慘遭搜掠一空，機器遭受破壞。至1945年日本投降後恢復生產。
- 1947年註冊為公司。
- 1952年，在英國引入自動機器生產餅乾。
- 1956年香港發生十月騷動，嘉頓的青山道廠房受到嚴重破壞，需暫時停產。
- 1960年，張子芳聘請專家開發加入維他命及礦物質成份的麵包，並命名為「生命麵包」推出市場。
- 1962年，嘉頓在新界深井青山公路旁購入土地興建餅乾廠（於1963年投產）和糖果廠（於1969年投產），並於1970年代加建麵包廠（自始出產自家品牌「生命麵包」）、其他包類廠和雪糕廠。[2][3]
- 1979年，開始生產「時時食」餅乾。
- 1986年，嘉頓響應由香港旅遊協會舉辦的香港食品節，製造當時香港體積最大的月餅。
- 1992年，嘉頓於深井的廠房完成重建工程，總面積超過5萬平方米。
- 1997年，嘉頓取得ISO 9001品質認證。
- 2001年2月21日，位於深井的嘉頓餅乾廠發生4級大火，廠房損毀嚴重。
- 2004年2月26日，嘉頓創辦人兼董事局主席張子芳逝世，享壽96歲。
- 2006年7月17日，嘉頓深井廠房一個麵粉貯存缸因感應器發生故障，令麵粉溢滿及噴到鄰近的青山公路一帶。[4]
- 2017年7月，嘉頓向城規會申請，重建深水埗青山道總部（嘉頓中心）為商業用途，擬建一幢25層高（連3層地庫）商業大廈。
- 2018年3月，古諮會通過對嘉頓中心評為二級歷史建築。

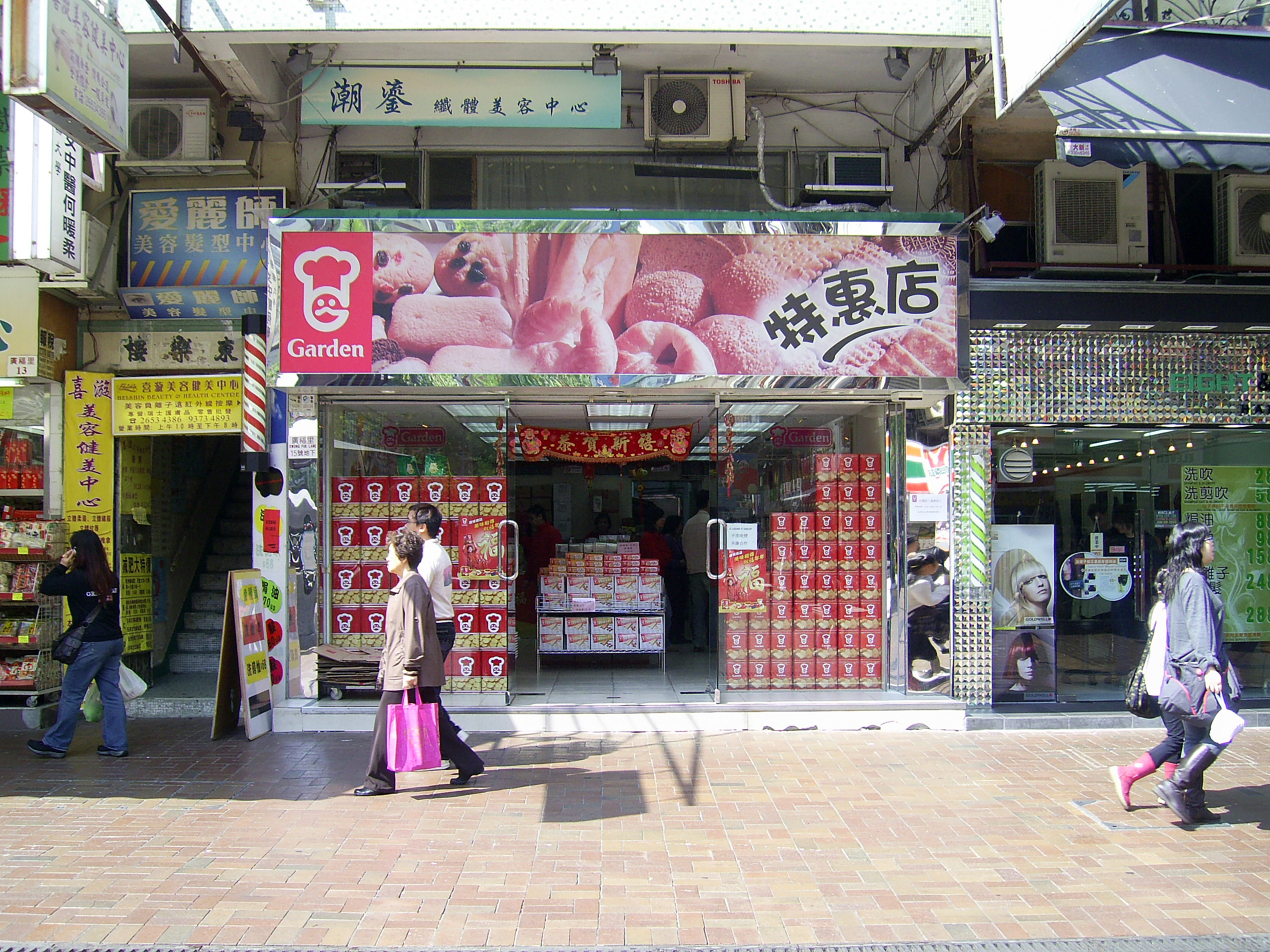
位於大埔廣福里的嘉頓特惠店
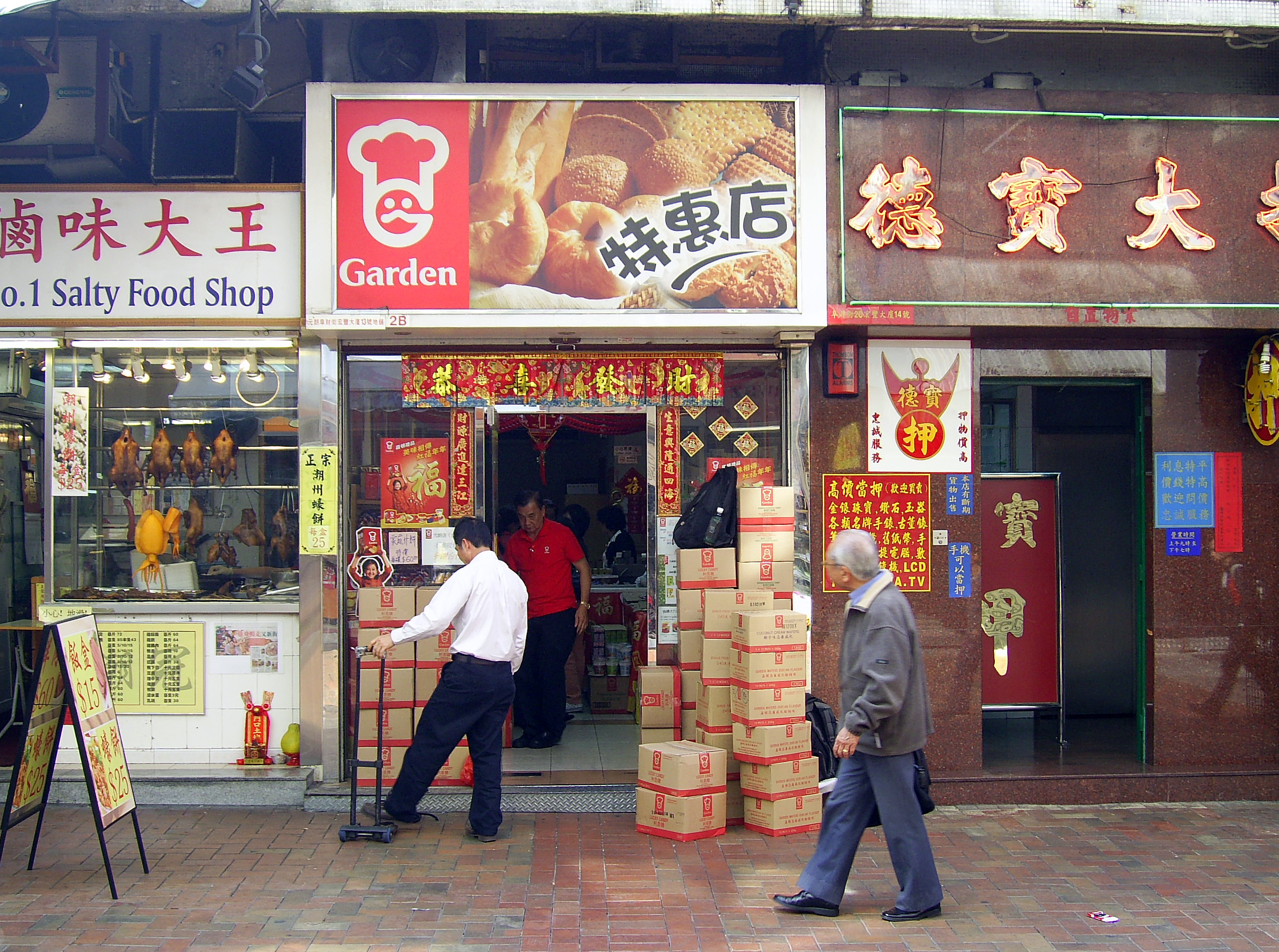
位於元朗阜財街的嘉頓特惠店
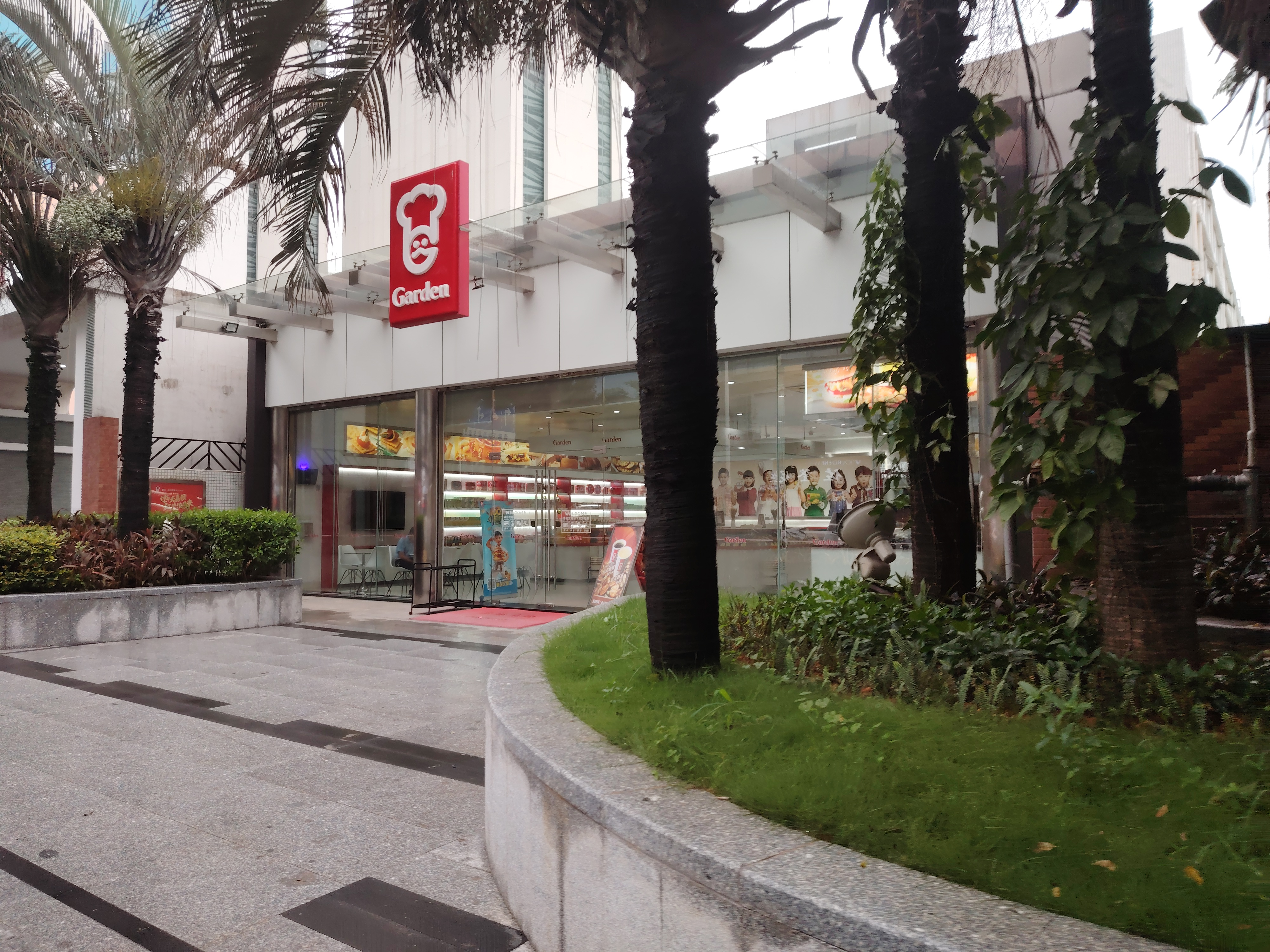
位于嘉顿东莞工厂左侧的门市部，扮演类似特惠店的角色

## 業務
嘉頓生產的主要食品包括麵包、餅乾及蛋糕等，不少於連鎖超級市場出售。產品在香港、中國大陸，以至海外唐人街發售，在香港乃至粤港澳大湾区内有很高的市場佔有率。除零售外，嘉頓亦有為快餐店、餐廳、酒店及航空公司生產供應麵包、酥皮及急凍麵團，並生產各式糖果，亦有在中秋節前出售月餅，早年標榜採用葡萄糖製造，曾一度停產，近年再恢復出品。
1980年代，嘉頓曾於九龍青山道嘉頓總部開設酒樓，近年已結業，並於原址開設西餐廳，酒樓業務則被深井嘉韻酒樓（2020年4月12日改名為嘉韻軒，2023年結業）取代；而嘉頓總部現時亦用作意大利維鮮香港分公司。
嘉頓於香港新界深井設有廠房，生產麵包、蛋糕、餅乾及糖果等。1980年代起於中國大陸的廣東省東莞及江蘇省揚州設立廠房。2007年僱員人數超過1,200人。

### 生產線數目
- 麵包生產線：4條
- 餅乾生產線：8條
- 蛋糕生產線：3條

### 主要產品
| 麵包 - 生命麵包 - 嘉頓方包 - 切皮三文治方包 - 忌廉檳 餅乾 - 克力架 - 馬利餅 - 檸檬夾心餅 - 麥芽酥 - 獸形餅 - 加拿餅 - 淮鹽梳打餅 - 威化餅 - 時時食 - 香蔥薄餅 - 朱古力手指 - 雞片 | 蛋糕 - 孖寶蛋糕 - 合桃蛋糕 - 雪芳蛋糕系列 - 迷你瑞士卷系列 - 莉莱蛋糕系列 糖果 - 利是糖 - 什果汁糖 - 花生酥糖 - 朱古力卡侖治 - 脆皮椰子 - 嘉頓什錦糖 - 波板糖 月餅 - 嘉頓月餅 |

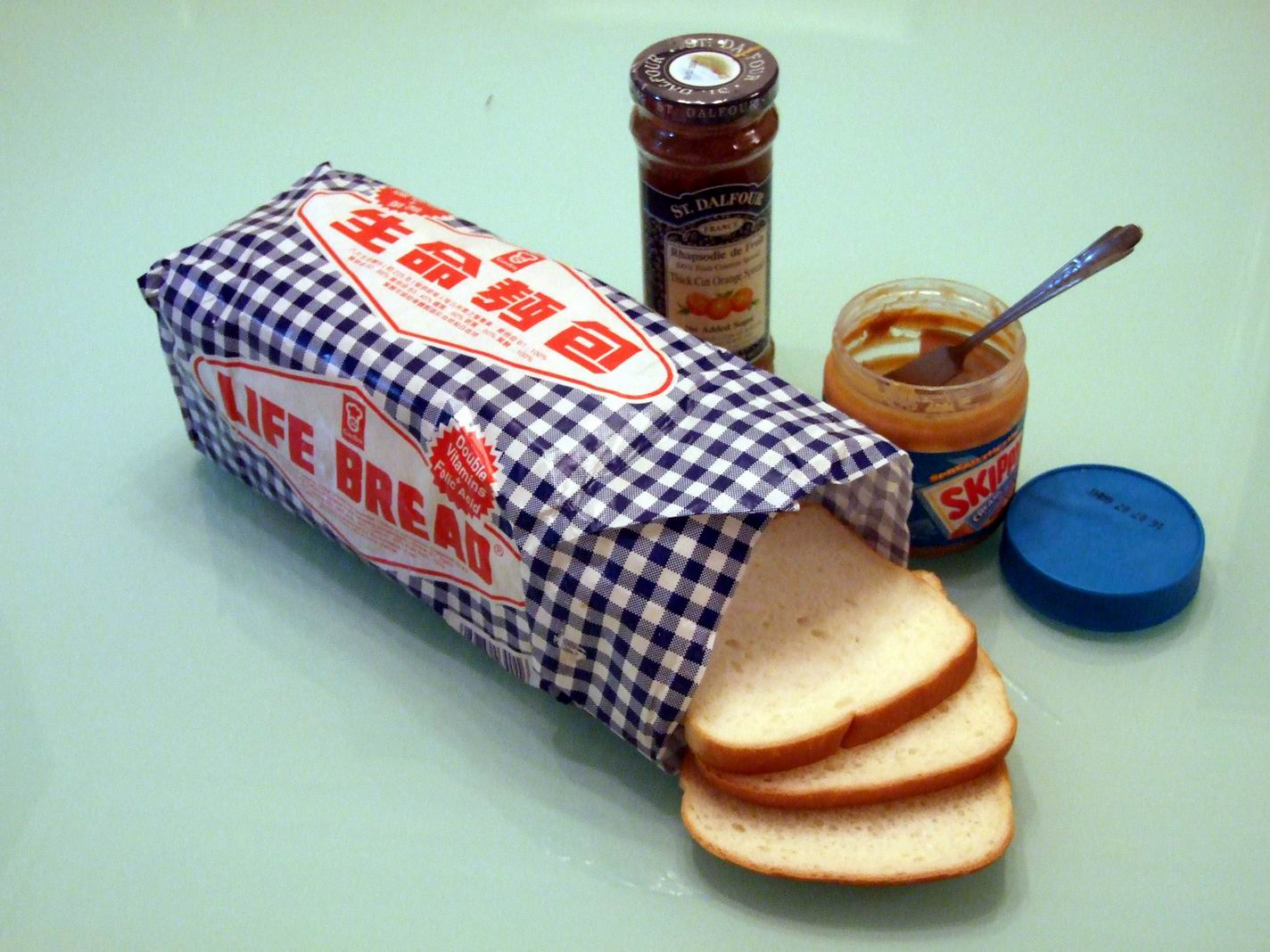
嘉頓生命麵包
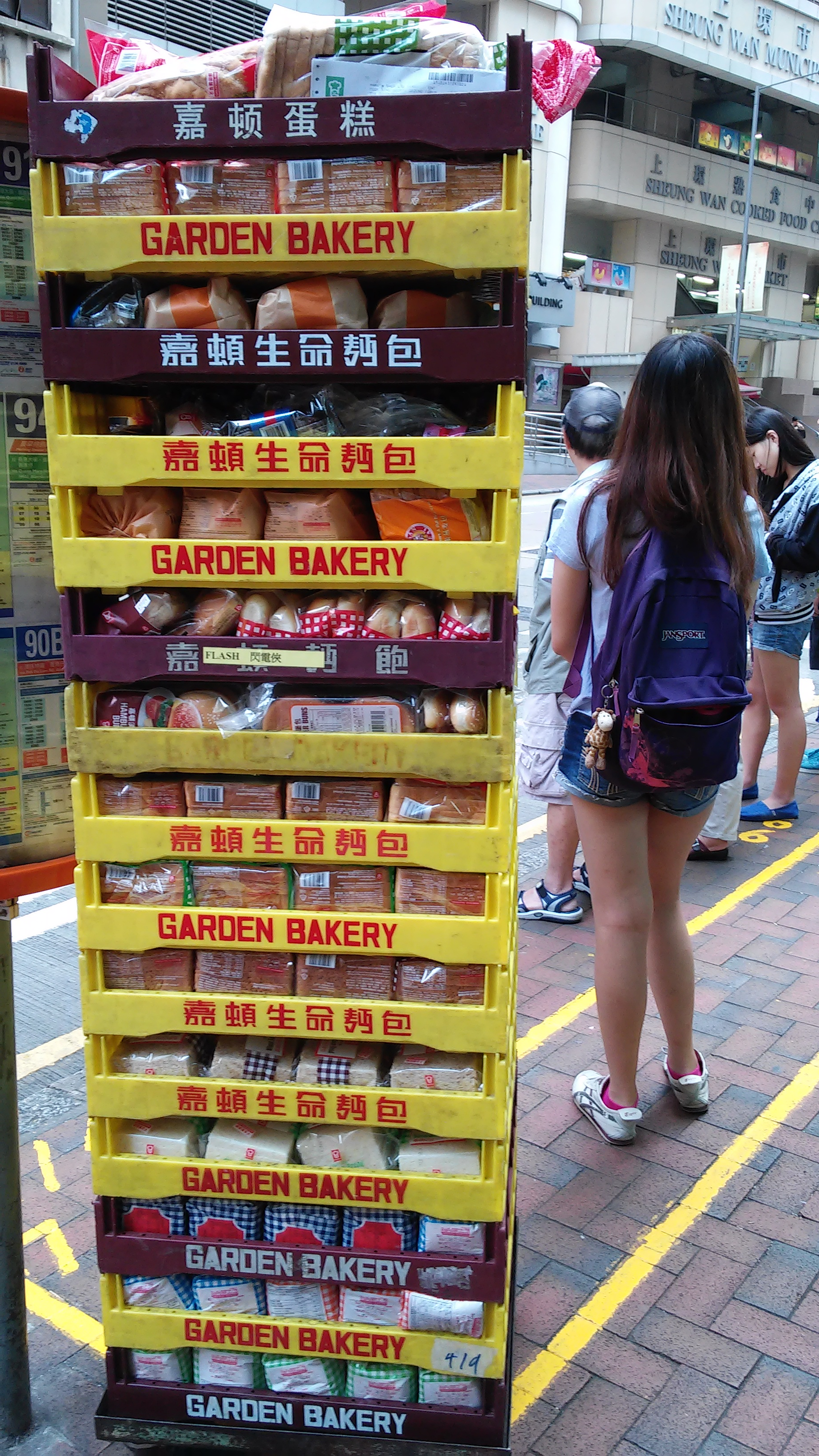
正在運送中的嘉頓麵包

## 獎項
- 香蔥薄餅：國際優質食品組織金牌獎（1967年）
- 雞片：國際優質食品組織金牌獎（1968年）
- 花生威化：國際優質食品組織金牌獎（1981年）
- 香港十大名牌（2001年）

## 資料來源
內文腳註
1. ↑  .   [2013-01-03]. （原始内容存档于2014-05-29）.
2. ↑  陳天權. . 灼見名家. 2016-11-01  [2021-05-14]. （原始内容存档于2021-05-15）.
3. ↑  長春社文化古蹟資源中心. . 親子王國. 2020-03-04  [2021-05-14]. （原始内容存档于2021-05-14）.
4. ↑  . 蘋果日報. 2006年7月18日  [2007年1月3日]. （原始内容存档于2007年9月30日）.

新聞報道
- 嘉頓糕餅舊情新味（页面存档备份，存于） 明報，2006年12月25日
- 嘉頓創辦人張子芳設靈 媳婦張王幼倫素服靈堂打點（页面存档备份，存于） 明報，2004年3月6日
- 1926年創辦嘉頓 經歷百劫 麵包大王張子芳病逝 蘋果日報，2004年3月4日
- 見證深水埗發展 嘉頓50年鐘樓保得住 蘋果日報，2006年12月30日
- 嘉頓餅乾廠須停產2星期（页面存档备份，存于） TVB新聞，2001年2月22日

其他
- 嘉頓在港有75年歷史（页面存档备份，存于）
- 香港麵包大王的營銷策略
- 張子芳 五邑華僑華人數據庫（页面存档备份，存于）

## 外部連結
- 嘉頓官方網站（页面存档备份，存于）
- 【特別遊蹤】集體回憶的味道 嘉頓公司︱kennechu.info（页面存档备份，存于）